# Скопин-Шуйский, Михаил Васильевич
Князь Михаи́л Васи́льевич Скопи́н-Шу́йский (8 [18] ноября 1586 — 23 апреля [3 мая] 1610, Москва) — русский государственный и военный деятель, воевода, наместник и боярин Смутного времени, национальный герой времён польско-литовской интервенции, организовавший освободительный поход на Москву, осаждённую войсками Лжедмитрия II.
Последний представитель мужского поколения князей Скопиных-Шуйских.

## Биография

### Ранние годы
Сведения о детстве и юности Михаила Скопина-Шуйского скудны. Он был единственным сыном крупного военного и административного деятеля эпохи Ивана Грозного — боярина князя Василия Фёдоровича Скопина-Шуйского и княгини Елены (по другим данным, Анны)  Петровны, урождённой Татевой (ум. 1631). Предполагают, что свою юность он провёл в Кохомской волости, на берегах Уводи. Рано потерявшему отца юному Скопину-Шуйскому стал покровительствовать четвероюродный дядя, боярин Василий Иванович Шуйский, будущий царь. Его воспитанием и обучением занималась мать и биограф его писал, что он уже в молодости имел "многолетний" разум.
При царе Фёдоре Ивановиче малолетним был записан в жильцы. В 15 лет стал новиком, службу проходил рындой при царском дворе.
В 1603-1604 году стал стольником при царе Борисе Годунове и упомянут при приёме персидских послов в Грановитой палате.
В 1605 году уже при Лжедмитрии I ему был пожалован чин «великого мечника». Это новое дворянское звание, введённое самозванцем по польскому образцу, было пожаловано молодому 19 летнему князю неслучайно, некоторые родственники Михаила, из князей Татевы, были сторонниками Лжедмитрия I. Выполняя поручение Лжедмитрия, послан в Выксинскую пустынь, откуда сопровождал Марию Нагую, мать убитого в 1591 году в Угличе царевича Дмитрия, признавшую Лжедмитрия I за своего сына и привозит её 18 июля в Москву. Князь Михаил был очевидно в милости у Лжедмитрия I, так как он упомянут в числе лиц, которые должны были войти в состав преобразованной Боярской думы по образцу польского сената. В этом же году определён тридцать шестым советником в Большой совет.
В мае 1606 года на свадьбе Лжедмитрия I и Марины Мнишек стоял с мечом, с окольничими ходил перед молодожёнами и был первым мовником в бане с самозванцем, а его мать княгиня Елена Петровна была в сидячих боярах.
Близость к самозванцу не повредила князю Михаилу, когда на московский престол вступил Василий Иванович Шуйский, его четвероюродный дядя.

### Восстание Болотникова
В 1606 году с приходом к царскому престолу Василия IV Шуйского, Михаил Васильевич Скопин-Шуйский назначен воеводой. Активно участвовал в подавлении восстания Ивана Болотникова. Отряд под его командованием в октябре разбил войско Болотникова под Коломенским и в битве на Пахре («едва возмогша их, окаянных, осилити»), заставив последнего идти на Москву более длинной дорогой, что обеспечило городу и царским войскам дополнительное время для подготовки обороны. Осенью во время осады Москвы Скопин-Шуйский руководил активными военными действиями за пределами крепостных стен. В ходе генерального сражения под Москвой 2 декабря 1606 года Скопин-Шуйский со своим полком наступал «от Серпуховских ворот» и «воров побили и живых многих поймали (И гнаша же во след их, женуще и секуще, и многое их множество побиша, овех же живых плениша)» (сам Иван Болотников бежал с остатками своей армии в Калугу). После передачи командования войском брату царя Ивану Шуйскому с декабря 1606 года по май 1607 года принимает деятельное участие в осаде Калуги, руководил «особым полком под другую сторону Калуги». Когда царское войско в результате вылазки повстанцев понесло поражение и в панике отступало, Скопин-Шуйский с казачьим атаманом Истомой Павловым спасли его от истребления, организовав прикрытие.
В декабре этого же года пожалован боярским чином, что для столь молодого человека (воеводе было всего 22 года) было крайней редкостью. Своими успешными действиями и незаурядным умом 22-летний воевода снискал себе большое всеобщее уважение и был поставлен во главе передового войска, направляющегося к Туле. Именно туда перешёл из Калуги Иван Болотников.
В июне 1607 года произошли сражения на реках Восьме (5 июня) и Вороньей (12 июня) близ Тулы с участием передового полка Скопина-Шуйского. Болотниковцам, умело использовавшим топкость местности и деревянные засеки, довольно долго удавалось сдерживать натиск дворянской конницы и лишь стрелецкие отряды смогли наконец оттеснить их за городские стены. Как отмечает военный историк Вадим Каргалов, этот опыт повлиял на Скопина-Шуйского, который впоследствии стал широко использовать деревянные укрепления-острожки против панцирной польской конницы. После прибытия 10 июля всего войска во главе с Василием Шуйским Михаил Скопин-Шуйский участвовал в затяжной 4-месячной осаде Тулы, пока город 10 октября не пал. В этом же году получил вместе с братом царя, князем Дмитрием Ивановичем Шуйским очень доходные волости Чаронду и Вагу, которые обыкновенно жаловались лицам близким к царю и ранее принадлежавшие самому Борису Годунову.

### Борьба против польско-литовских интервентов и Лжедмитрия II
В январе 1608 года на бракосочетании царя Василия Шуйского и княжны Буйносовой-Ростовской Марии Петровны был первым дружкой, перед этим он женился на Александре Васильевне Головиной. Мать на царской свадьбе была в числе сидячих боярынь за большим столом, а жена князя Михаила была свахой со стороны невесты.
В этом же году в двухдневной битве под Болховом 10 и 11 мая от войск Лжедмитрия II потерпел сокрушительное поражение брат царя Дмитрий Шуйский. Василий Шуйский выслал войско во главе со Скопиным-Шуйским по Калужской дороге, дав ему точные указания, где встретить интервентов. Однако это решение было принято без предварительной разведки и оказалось неверным. Перейдя Оку, Скопин-Шуйский, организовав дальнюю разведку, выяснил, что самозванец движется на Москву Смоленской дорогой. Поспешить наперерез и ударить по войску Лжедмитрия II с фланга или тыла помешала «шатость» в войске, часть которого не проявляла желания сражаться за «боярского царя». Скопину-Шуйскому удалось справиться с основными заговорщиками Иваном Катырёвым-Ростовским, Юрием Трубецким и Иваном Троекуровым, арестовать их и отправить под стражей в Москву. Однако время было упущено, и войску самозванца, состоявшему главным образом из польско-литовских и запорожских отрядов, удалось в начале июня 1608 года подступить к Москве и осадить её с северо-западной стороны (Тушинский лагерь).
Вернувшийся в Москву Скопин-Шуйский принял участие в обороне города, став первым воеводой Большого полка и осуществляя общее руководство войском в первом сражении на Ходынке. Однако вскоре на него была возложена миссия возглавить посольство для начала переговоров о союзе со шведским королём Карлом IX. Также молодой воевода должен был собрать войско на Русском Севере. С отрядом из 150 всадников Скопин-Шуйский отправился из Москвы на север, искусно лавируя между отрядами интервентов и «тушинских воров», которые разошлись по стране, подчиняя «царю Дмитрию» уезд за уездом.

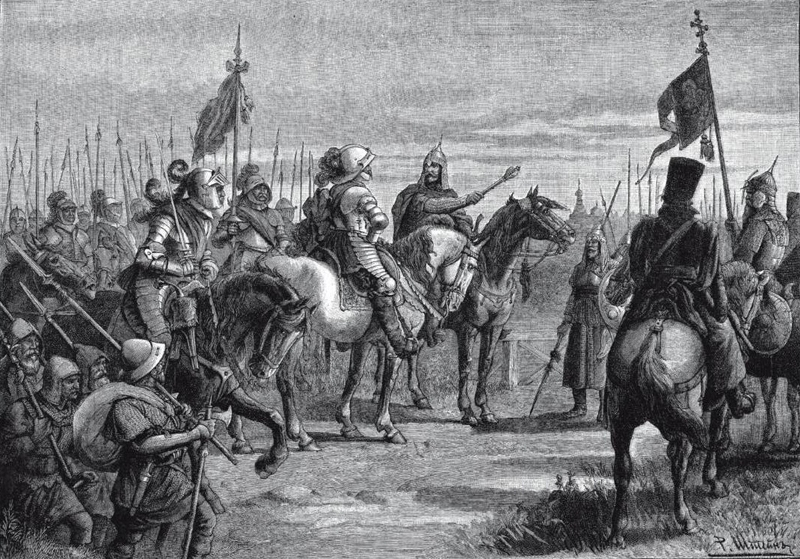
Скопин-Шуйский встречает шведского военачальника Делагарди близ Новгорода

Находясь в Великом Новгороде Скопин-Шуйский встретился там со шведским посольским секретарём Монсом Мортенссоном и заключил с ним секретное соглашение о предоставлении Швецией России вспомогательного войска в 5000 пехотинцев и 2000 всадников. 28 февраля 1609 года в Выборге был подписан договор со шведским королём. В обмен на шведскую помощь царь Василий Шуйский обязался передать шведам Корелу с уездом, взял на себя обязательства помогать шведам завоевать Ливонию и выплачивать на содержание шведского войска 100.000 ефимок в месяц. Тем временем в северо-западных городах, куда проникали вести о щедрых обещаниях самозванца, также началась "шатость". Царю изменили Псков и Ивангород, началось брожение в Новгороде. Новгородский воевода Михаил Татищев, принявший Скопина-Шуйского, ввиду опасного положения в городе поспешил выехать с московским посольством навстречу шведам. Под Орешком Скопин-Шуйский встретил в середине апреля 1609 года шведское войско во главе с Якобом Делагарди.

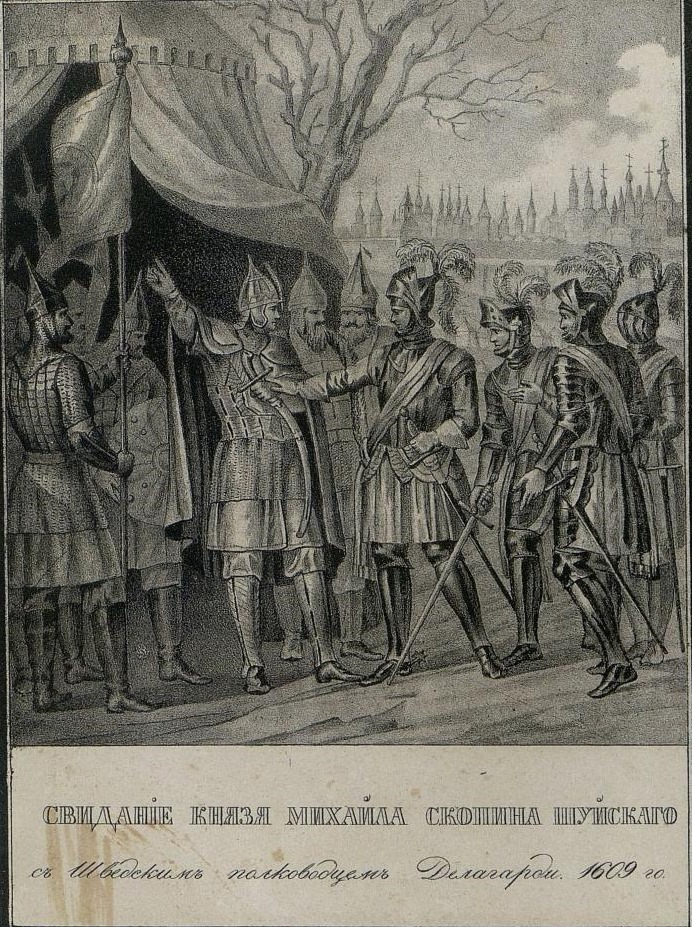
Михаил Васильевич Скопин-Шуйский встречает Якоба Делагарди

В это время в Новгороде победила партия сторонников царя Шуйского, и новгородские послы торжественно пригласили Скопина-Шуйского со шведами назад в город. В последующие месяцы Скопину-Шуйскому быстро удалось стать признанным вождём Русского Севера, и под его командование стали стекаться ратные люди. В Тушине осознали опасность, исходящую от Скопина-Шуйского, и отправили против него большой отряд польского ротмистра пана Керножицкого с запорожскими казаками. Однако новгородцы не подвели Скопина-Шуйского и обороняли город, а подкрепления из Тихвина и онежских погостов заставили Керножицкого отступить. 25 апреля русские войска под селом Каменки, Торопецкого уезда разбивают отряды Кернозицкого. После этой победы Торопец, Невель, Холм-Новгородский, Великие Луки и Ржев отступили от самозванца и присягают царю Василию Шуйскому.
10 мая 1609 года во главе собранного русского войска и сопровождаемый шведами Скопин-Шуйский выступил к Москве. К этому времени в народе возрос гнев на польско-литовских интервентов, грабивших занятые ими территории и заставлявших «царика» (как они называли Лжедмитрия II) раздавать им города во владение. Многие города восстали и c боями отложились от Лжедмитрия II, а под знамёна Скопина-Шуйского стекалось всё больше негодующего народа. Большой отряд направил в подкрепление Скопину-Шуйскому воевода Смоленска — Михаил Шеин.
Освободительный поход Скопина-Шуйского начался со взятия Старой Руссы, из которой без боя отступил Керножицкий. Затем польско-литовские интервенты были разбиты 15 мая 1609 года под Торопцем и понесли тяжёлые потери 17 июня в битве под Торжком. После этого русско-шведская армия под предводительством Скопина-Шуйского, насчитывающая уже 18 тысяч ратников, и 17 июля подступила к Твери. В битве под Тверью 21-23 июля, в результате предпринятого юным полководцем обманного манёвра был наголову разбит польский воевода Зборовский. Хорошо укреплённый город взять сходу не удалось, однако остававшийся в нём гарнизон не представлял опасности для дальнейшего похода и город удаётся взять 23 июля. Затем был разбит отряд воеводы Кернозицкого. Тем временем в полках Делагарди вспыхнули разногласия и недовольство. Его разношёрстное наёмное воинство отказывалось продолжать поход на Москву, требуя наперекор друг другу то отдыха, то штурма Твери и добычи, то внеочередной выплаты жалования. Сам Делагарди не пылал желанием продолжать поход на Москву, а предпочитал ограничиться обороной Новгородской земли.
В этих условиях у Скопина-Шуйского созрело убеждение, что выиграть войну при помощи шаткого иноземного воинства невозможно, и он принял трудное решение отделиться от Делагарди. Взяв с собой лишь одну тысячу шведов под предводительством Кристера Сомме, согласных воевать дальше, Скопин-Шуйский двинулся на город Калязин. Часть войск Делагарди покинула Русское государство, но сам он оставался в его пределах (поскольку всё ещё не получил Корелу), не пропуская поляков по новгородской дороге на север. Его устраивало такое положение пока он по шведскому образцу формировал русскую «стройную рать», способную, как шведы отражать натиск польских гусар в поле. В коннице у интервентов всё ещё был подавляющий перевес.

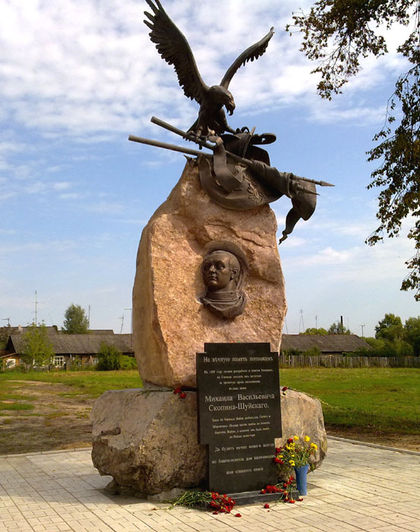
Скопа, попирающая польско-литовские знамёна — памятник Скопину-Шуйскому в Калязине (2009)

Став под Калязином в августе, Скопин-Шуйский разослал гонцов по всем соседним городам, призывая прислать ему дополнительные отряды и денежные средства. Одновременно он послал за благословением к Ростовскому чудотворцу Иринарху. Иринарх благословил его просфорой, крестом и наказал: «Дерзай, и Бог поможет тебе!». В лагерь Скопина-Шуйского пришли полки из Костромы и Ярославля, а из окрестных земель начало стекаться крестьянское ополчение. Кристер Сомме активно обучал их ратному ремеслу и строевым порядкам западного образца. К середине августа у Скопина-Шуйского было уже 20 тысяч воинов. Забеспокоившиеся интервенты срочно начали стягивать войска для противостояния дальнейшему продвижению его войск. 12-тысячный отряд Яна Сапеги оставил осаду Троице-Сергиевой лавры и пошёл на соединение с воеводой Зборовским, выступившим из Тушина с запорожскими и донскими казаками. Численность этого объединённого войска не уступала тому, которое собрал Скопин-Шуйский. В середине августа интервенты подошли к Калязину, где Скопину-Шуйскому удалось компенсировать нехватку конных войск заранее подготовленными укреплениями и правильно выбранной оборонительной тактикой. Вблизи Троицкого Макарьева монастыря началась 28 августа Калязинская битва. Атака польско-литовских и казацких войск остановилась при столкновении с русскими полевыми укреплениями, попав при этом под плотный пищальный огонь. Попытка сменить тактику и прорваться в русский лагерь в результате неожиданного ночного удара пехоты со стороны реки Жабни была предвидена Скопиным-Шуйским. Русские отряды встретили нападающих и в результате семичасовой сечи обратили в бегство. Остатки отряда Сапеги отступили от Калязина к Москве, преследуемые русским войском до Рябова монастыря. Подготовленная и организованная Скопиным-Шуйским по западному образцу русская армия самостоятельно одержала блестящую победу. Весьма эффективными оказались многочисленные деревянные острожки, построенные по указу Скопина-Шуйского и упомянутые в дневниках гетмана Станислава Жолкевского. Тогда же Скопин-Шуйский выплатил шведам их жалование, 5000 деньгами и соболей на эту же сумму.
На денежные средства, присланные монастырями и купцами, Скопин-Шуйский вновь привлёк к своему войску наёмников Делагарди, не желая оставлять их без контроля у себя в тылу. Русско-шведская армия двинулась на восток и взяла Переславль-Залесский, после которого в октябре удалось взять также и Александровскую слободу, где он стоит с войском до конца года. Таким образом, от Троице-Сергиевой лавры, под которой всё ещё стояли основные силы Сапеги, был отрезан гетман Лисовский, стоявший в Ростове. В Александровской слободе к Скопину-Шуйскому присоединилось войско Фёдора Шереметева.

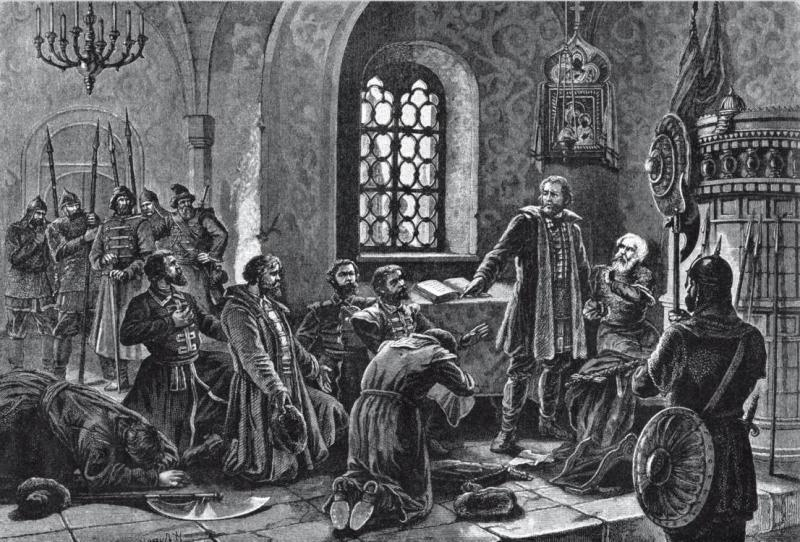
Князь Скопин-Шуйский разрывает грамоту послов Ляпунова о призвании на царство. Гравюра XIX века

Сапега, державший в кольце Троице-Сергиеву лавру, видел в армии Скопина-Шуйского угрозу своему положению и начал готовиться к походу на Александровскую слободу. Чтобы сковать как можно больше его войск, Скопин послал под Троице-Сергиеву лавру несколько летучих ратей, которые то и дело нападали с разных сторон на его войско и грозили разрывами его осадного кольца. Отправившись навстречу русскому войску, Сапеге пришлось оставить под монастырём больше войск. К Сапеге присоединились две тысячи гусар Романа Ружинского из Тушина, а также конница пана Стравинского из Суздаля. В конце октября 1609 года Сапега явился под Александровскую слободу с 10-тысячной конницей и таким же количеством пехоты. Здесь 28 октября (7 ноября) 1609 года произошла битва на Каринском поле. Сапеге удалось опрокинуть передовые сотни русской конницы, однако на этом его успехи закончились. Приготовленные Скопиным-Шуйским надолбы и рогатки остановили гусар, которые сразу же попали под убийственный огонь русских стрельцов. Вслед отходившим кидались конные дворяне и дети боярские, рубя запоздавших и возвращаясь под защиту укреплений. По такому же сценарию прошли ещё несколько нападений Сапеги, который в итоге велел трубить отступление и возвратился под стены Троице-Сергиевой лавры. Победа Скопина-Шуйского под Александровом вызвала ликование в Москве и ещё выше подняла его авторитет. Многие начали открыто называть молодого полководца царём, а рязанский воевода Прокопий Ляпунов прислал к Скопину-Шуйскому посольство с грамотой, в которой просил его взойти на престол вместо ненавистного царя Василия Шуйского, которого всячески поносил. Скопин-Шуйский не стал изменять своему дяде и демонстративно разорвал грамоту, а посланных велел схватить и отправить в Москву, но потом смилостивился и отпустил послов в Рязань, сохранив молчание об этом инциденте. Как сказано в летописи, с этого времени царь и его братья начали на Скопина "держать мнение".
Отдельные полки Скопина-Шуйского заняли сёла на подступах к Троице-Сергиевой лавре, заставив Сапегу чрезвычайно нервничать. Не выдержав, он послал отряды шляхтичей Ружинского, Микулинского и Стравинского атаковать полк Семёна Головина в селе Ботово, который в условиях наступающей зимы без труда отбил их, укрепившись в остроге, с большими потерями для нападавших. Та же самая участь постигла пана Загорского. Тем временем Скопин-Шуйский благодаря новым подкреплениям из Ярославля и Костромы довёл численность своих войск до 30 тысяч. Однако идти на Сапегу и Лжедмитрия II он не мог, пока в его тылу оставались занятые интервентами Суздаль и Ростов.
В сентябре 1609 года король Сигизмунд III уже официально объявил России войну, начав открытую интервенцию. Смоленскому воеводе князю Михаилу Борисовичу Шеину удалось перехватить и передать в Москву сведения о том, что поляки намеревались посадить на московский трон уже не Лжедмитрия II, а королевича Владислава. В Тушинском лагере начался раздор, связанный с вопросом выплаты жалования и долгов и доходивший до вооружённых столкновений. Удерживаемый практически под арестом Лжедмитрий II в крестьянской одежде бежал в Калугу, за ним последовали и казаки. Стоящий под Троице-Сергиевым монастырём Сапега в январе 1610 года с большими потерями отразил нападение сравнительно небольших отрядов воевод Григория Валуева и Давыда Жеребцова, а когда подошло основное войско Скопина-Шуйского, без боя 12 января 1610 года снял осаду и отступил в Дмитров. Тушинцы 31 января отправляют к Сигизмунду III послов, которые должны были объявить, что в Московском государстве хотят видеть царём королевича Владислава, с условием, сохранения православной веры.
Готовясь к заключительной части и цели своего освободительного похода — деблокаде Москвы, Скопин-Шуйский в условиях холодной и снежной зимы сформировал летучие отряды лыжников численностью до 4 тысяч человек, которые по манёвренности превосходили даже конницу. Они первыми в феврале-марте подошли к Дмитрову и разгромили сильную сторожевую заставу Сапеги. 10 (20) февраля 1610 года состоялась битва под Дмитровом — войско Скопина-Шуйского напало на казаков Сапеги в дмитровском посаде и перебило их почти до одного. Высланные на помощь казакам польские роты не подоспели и сами вне городских стен понесли крупные потери. Таким образом, Сапега лишился большей части своего войска и оставался в городе с незначительным гарнизоном. Скопин-Шуйский блокировал его в Дмитрове, а сам освободил Можайск и Торжок, после чего вернулся в Сергиев Посад. Тушинский лагерь оказался почти в окружении и лишь юго-западное направление оставалось для него открытым, как бы приглашая к отходу. Из лагеря уже бежали Лжедмитрий II и Марина Мнишек, в первых числах марта лагерь распался. Рожинский зажёг его постройки и двинулся по направлению к Иосифову Волоколамскому монастырю. Обитатели лагеря из числа польско-литовского войска потянулись в войско Сигизмунда III, осадившее Смоленск, а русские тушинцы отправились с повинной в Москву.

### Прибытие в Москву и смерть
У тово-та князя Воротынскова

Как будет и почестной стол,

Тута было много князей и бояр и званых гостей.

<…>

Сильны хвастает силою,

Богатой хвастает богатеством,

Скопин-князь Михайла Васильевич

А и не пил он зелена вина,

Только одно пиво пил и сладкой мед,

Не с большева хмелю он похвастается:

«А вы, глупой народ, неразумныя!

А все вы похваляетесь безделицей,

Я, Скопин Михайла Васильевич,

Могу, князь, похвалитися,

Что очистел царство Московское

И велико государство Рос(с)и(й)ское,

Еще ли мне славу поют до́ веку

От старова до малова,

А от малова до веку моего».

А и тут боярам за беду стало,

В тот час оне дело сделали:

Поддернули зелья лютова,

Подсыпали в стокан, в меды сладкия,

Подавали куме ево крестовыя,

Малютиной дочи Скурлатовой.

Она знавши, кума ево крестовая,

Подносила стокан меду сладкова

Скопину-князю Михайлу Васильевичу.
Царь Василий Шуйский письмом вызвал Скопина в Москву под предлогом желания воздать ему почести, приличные победителю и 12 (22) марта 1610 года полки Скопина-Шуйского торжественно вступили в разблокированную Москву. В Повести о победах Московского государства пишется: «И была в Москве радость великая, и начали во всех церквах в колокола звонить и молитвы Богу воссылать, и все радости великой преисполнились. Люди же города Москвы все хвалили мудрый добрый разум, и благодеяния, и храбрость Михайла Васильевича Скопина-Шуйского».
Царь Василий Шуйский принял своего племянника и других воевод с большими почестями и одарил ценными подарками. Однако рост популярности Скопина-Шуйского в условиях Смуты и нестабильности власти вызвал у царя и бояр зависть и опасение. В народе многие хотели видеть на царском троне именно энергичного Скопина-Шуйского, а не ненавистного Василия Шуйского, тем более что род Скопиных-Шуйских по лествичному праву был более старшей ветвью Рюриковичей. Особенно недоброжелательным к Скопину-Шуйскому был наследник престола — брат царя Дмитрий Иванович Шуйский. Скопин-Шуйский готовился к началу весны выступить из Москвы на помощь осаждённому Смоленску. Делагарди, подозревая неладное, советовал Скопину-Шуйскому поскорее это сделать, чтобы быть в окружении своего войска в большей безопасности. Однако предотвратить смерть Скопина-Шуйского не удалось.

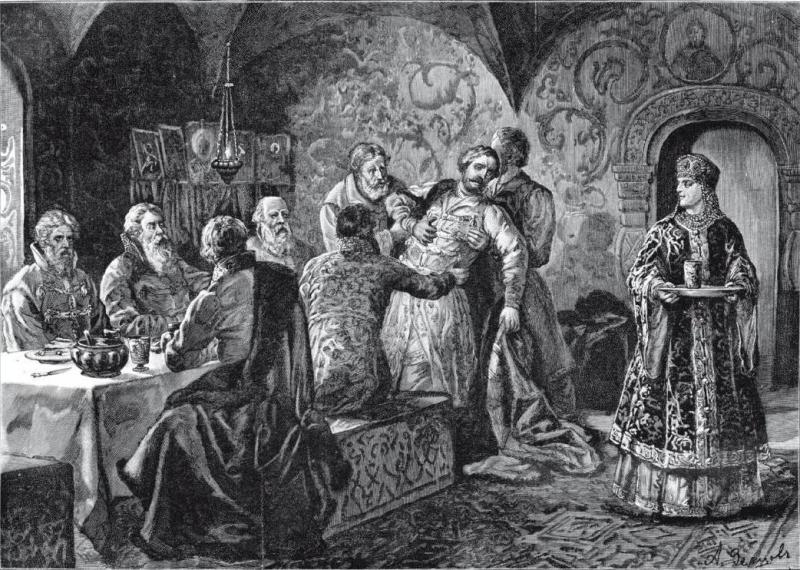
Князь Михаил Васильевич Скопин-Шуйский на пиру у князя Воротынского

Молодой полководец был приглашён 8 апреля на пир по случаю крестин сына князя Ивана Михайловича Воротынского, который попросил Скопина-Шуйского стать для младенца крёстным отцом. Крёстной матерью стала жена князя Дмитрия Шуйского — Екатерина (дочь опричника Малюты Скуратова). Якобы из её рук Скопин-Шуйский принял на пиру чашу с вином. Выпив его, Скопин-Шуйский внезапно почувствовал себя плохо, из носа хлынула кровь. Слуги поспешно унесли его домой, где он после двухнедельных мучений 23 апреля 1610 года скончался "на память великомученника Георгия в последний час ночи" (4 утра). Весть о смерти молодого героя-освободителя Москвы повергла горожан в шок. «Чёрные люди» при первых известиях о смерти полководца бросились громить дом князя Дмитрия Ивановича Шуйского, и лишь царские войска сумели предотвратить расправу. Многие современники и летописцы прямо 10 апреля обвиняли в смерти Василия Шуйского и «Скуратовну». Так описал кончину Скопина-Шуйского иноземец Мартин Бер, находившийся в Москве:

Храбрый же Скопин, спасший Россию, получил от Василия Шуйского в награду — яд. Царь приказал его отравить, досадуя, что московитяне уважали Скопина за ум и мужество более, чем его самого. Вся Москва погрузилась в печаль, узнав о кончине великого мужа.

Первоначально предполагалось погребение Михаила Васильевича в Суздале, в фамильной усыпальнице князей Скопиных-Шуйских в церкви Рождества Святой Богородицы. Однако из-за того, что в это время в Суздале засел польский шляхтич Александр Лисовский с отрядом, а с другой стороны, военные подвиги князя Михаила Васильевича быль столь значительны, то решением царя и Боярской думы, князь был погребён в Архангельском соборе Московского кремля в пределе Святого Иоанна Предтечи.
Этому способствовало, что к нему на поклонение стали приходить не только бояре, воеводы и служилые люди участники его походов, но и простые москвичи, нищие, калеки и убогие. Пришёл и Делагарди с шведскими офицерами, но бояре не хотели пускать к покойному иноверцев. Делагарди в ультимативной форме потребовал его пропустить, что и было сделано. На прощание, в дом князя пришёл и сам царь со своими братьями, патриарх Гермоген, Крутицкий митрополит, епископы, архимандриты, игумены, протопопы и монахи. Когда настало время положить князя в гроб, то послали по всем торгам Москвы искать дубовую колоду, но выяснилось, что нет подходящей по длине, потому, что князь был высокого роста для того времени. Пришлось надставить колоду и перенести тело в церковь. Вследствие того, что родовая усыпальница в Суздале была ещё под властью поляков, то решили временно положить тело в Чудовом монастыре. Услышав об этом решении, взволновался народ и потребовал погребения в Архангельском соборе, наряду с царями и великими князьями. Царь нашёл это требование справедливым, и гроб князя понесли на головах к месту погребения. В перенесении тела участвовал сам царь с братьями, патриарх московский, Крутицкий митрополит с духовенством и бояре. Гроб в Соборе был оставлен до следующего утра, потому что нужно было выкопать могилу и устроить каменный гроб. На следующий день состоялось погребение, где присутствовал сам царь со всеми боярами и духовенством. Отпевание производил московский патриарх, после чего тело переложили в каменный гроб и захоронили за алтарём.
Царь Василий Шуйский сделал всё, чтобы отвести от себя подозрения. При захоронении полководца с почестями в Архангельском соборе Московского Кремля он громко рыдал над его роскошной гробницей, расположенной вблизи царских гробниц. Тем не менее, отвести от себя подозрения не удалось. Тёмная история со смертью Скопина-Шуйского стала началом конца для Василия Шуйского. Поход на помощь Смоленску возглавил брат царя — князь Дмитрий Иванович, который бездарно проиграл Клушинскую битву. Всеобщее недовольство Шуйским привело к его низложению. Поляки вошли в Москву и взяли династию Шуйских в плен.

## Брак и дети
Около 1607 года женился на Александре Васильевне Головиной, дочери боярина Василия Петровича Головина. После смерти мужа она стала насельницей Покровского монастыря под именем инокиня Анастасия вместе со своей свекровью княгиней Еленой Петровной (1570—1613), принявшей имя инокиня Анисья.
- сын Василий (умер, вероятно, младенцем).

## Критика
П.Н. Петров в "Истории родов русского дворянства" указывает, что князь Михаил Васильевич Скопин-Шуйский был пожалован в бояре Борисом Годуновым в 1603 году, что вероятно является опечаткой.
В.Н. Берх указывает дату пожалования в боярство — 1607 год. Эта же дата указана у А.А. Половцева в "Русском биографическом словаре".
Имеются расхождения в оценке того, сколько времени проболел князь Михаил Васильевич. "Псковская летопись" говорит, что он только успел исповедаться и принял Святое таинство и в тот же день умер. В "Рукописи Филарета" отмечено: "и тако едва дойде до монастырнь пазуху, потом пустилась руда из носа и изо рта, и пребысь похищение смертное".  Палицын говорит, что князь умер "мало поболев". В "Летописи о мятежах" читаем: "князь Михаил Васильевич впаде в тяжек недуг и бысть болезнь его зла, безпристани идуще бо кровью из носа". Изучив и сопоставив все современные сказания, профессор В.С. Иконников пришёл к убеждению, что крестинный пир у князя Воротынского был на пасхальной неделе (Пасха в 1610 году была 08 апреля) и что следовательно, князь прохворал около двух недель.

## Память
Ино что у нас в Москве учинилося:

с полуночи у нас в колокол звонили.

А росплачютца гости москвичи:

«А тепере наши головы загибли,

Что не стало у нас воеводы,

Васильевича князя Михаила!»

А сьезжалися князи-бояря супротиво к нимъ,

Мъстисловской князь, Воротынской,

и межу собою оне слово говорили;

а говорили слово, усмехнулися:

«Высоко сокол поднялся

и о сыру матеру землю ушибся!»

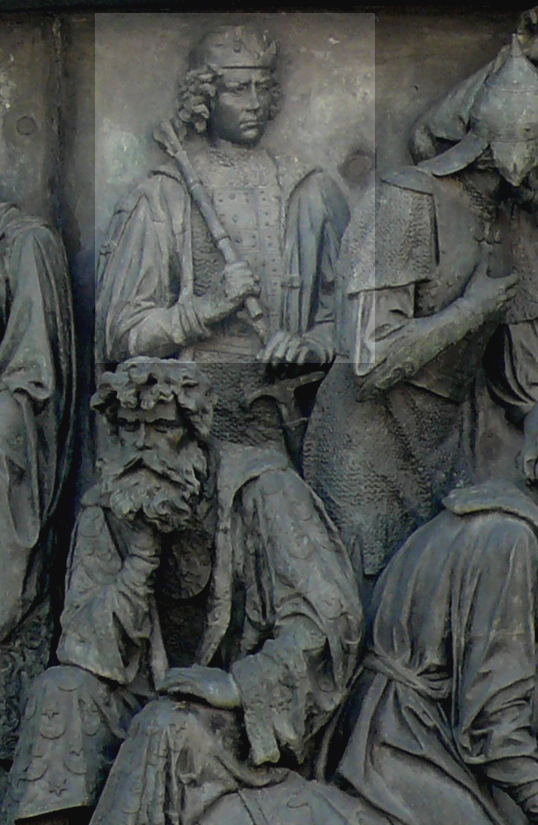
Михаил Скопин-Шуйский на Памятнике «1000-летие России» в Великом Новгороде

Долгое время память о Скопине-Шуйском в России почти отсутствовала, не считая некоторых народных песен на Русском Севере. Лишь в течение XIX века историки начали постепенно вспоминать о нём и знакомить общество с его личностью. По-видимому, одной из причин забвения были затмившие его деятельность последующие события Смуты. Современный историк Ярослав Леонтьев, исследовавший проблему забвения Скопина-Шуйского, высказал также предположение, что причиной этого могла стать неблаговидная роль патриарха Филарета, сотрудничавшего с самозванцем, и вытекающее из этого нежелание его и его сына Михаила Романова возводить впоследствии борца с Лжедмитрием II на пьедестал героя.
Леонтьев отмечает, что популярность Михаила Скопина-Шуйского на протяжении XIX века постепенно росла. В 1835 году русский драматург Нестор Кукольник написал драму «Князь Михаил Васильевич Скопин-Шуйский», пользовавшуюся успехом у современников. Позже «Князь Скопин-Шуйский, или Россия в начале XVII столетия» (4 части, СПб, 1835) опубликовала писательница и фрейлина Олимпиада Шишкина. Бронзовая фигура молодого князя была помещена в соседстве с другими выдающимися людьми Отечества в скульптурной композиции памятника Тысячелетие России в Великом Новгороде работы Михаила Микешина. Скопин-Шуйский упоминался в произведениях Александра Островского и Алексея Хомякова. По словам исследователя, к началу XX века известность и популярность Скопина-Шуйского достигла того уровня, который позволял предположить, что вскоре в его честь появятся памятники и названия улиц.
С приходом к власти большевиков историк отмечает «второе забвение» князя Скопина-Шуйского, указывая в качестве причины симпатии большевиков и лично Сталина к историческим бунтарям, в том числе Ивану Болотникову, против которого воевал Скопин-Шуйский. Таким образом, до недавнего времени фигура Скопина-Шуйского оставалась на обочине историографии, а память ему, за исключением небольшого изображения на композиции «Тысячелетие России», практически нигде не была увековечена. Лишь сегодня, по словам Леонтьева, наблюдается медленная вторая реабилитация юного полководца. Появились следующие памятники в его честь:
- В Калязине, скульптор о. Евгений Антонов.
- В посёлке городского типа Борисоглебский (Ярославская область) 4 октября 2007 года Михаилу Скопину-Шуйскому был открыт памятник работы Народного художника России Владимира Суровцева[61].
- В городе Кохма Ивановского района Ивановской области.
- В селе Городне на Волге под Тверью.

Празднование в 2009 году 400-летия освободительного похода Скопина-Шуйского ознаменовалось установлением памятных досок, стел, мемориальных камней и поклонных крестов в подмосковном Дмитрове, под Ярославлем, близ Торопца и Торжка, в историческом центре Кашина. Барельеф полководца размещён на стеле «Город воинской славы», сооружённой в 2011 году в Твери.
Сохранился палаш князя Скопина-Шуйского, который можно увидеть в Москве в Государственном Историческом музее.